# Eriolarynx iochromoides
Eriolarynx iochromoides är en potatisväxtart som först beskrevs av Armando Theodoro Hunziker, och fick sitt nu gällande namn av A. T. Hunziker. Eriolarynx iochromoides ingår i släktet Eriolarynx och familjen potatisväxter. Inga underarter finns listade i Catalogue of Life.